# ترزا سالگیرو
ترزا سالگِـیرو (پرتغالی: Teresa Salgueiro؛ تلفظ پرتغالی:[tɨˈɾezɐ saɫˈɡejɾu]؛ زادهٔ ۸ ژانویهٔ ۱۹۶۹) موسیقی‌دان، ترانه‌سرا، خواننده و بازیگر اهل پرتغال است. وی از سال ۱۹۸۶ میلادی تاکنون مشغول فعالیت بوده‌است.
او از سال ۱۹۸۷ تا ۲۰۰۷ میلادی، خوانندهٔ اصلی گروه موسیقی مادره‌دو بود.